# Erik Sparre (1618–1673)
Erik Sparre, född 24 november 1618 på Strömsholms slott, död 12 oktober 1673, var en svensk friherre och riksråd. Han var friherre till Kronoberg.

## Biografi
Han var son till Lars Sparre af Rossvik och Märta Banér samt sonson till Erik Sparre. Han var friherre till Kronoberg. Han var vidare bror till Svante, Gustaf, Ebba, Carl och Per Sparre.
Som ung uppvaktade han Agneta Horn som dock ska ha betraktat honom som löjeväckande och istället gifte han sig 1650 på slottet Tre Kronor i Stockholm med överhovmästarinnan (kammarjungfrun), friherrinnan Barbro Fleming af Liebelitz (1624–1693), dotter till riksrådet och överståthållaren Klas Fleming och hans första fru Anna Göransdotter Snakenborg (Bååt). De fick sju barn, varav ett var Anna Johanna som var gift med Johan Creutz.
Sparre var kammarherre från 1644, friherre från 1647. Erik Sparre var landshövding i Hälsingland, Gästrikland, Härjedalen och Ångermanland och landshövding i Hudiksvalls län från 1651. Han lämnade den senare tjänsten 1655, året efter Hudiksvalls och Härnösands län slagits ihop och bildat ett norrländskt storlän kallat Västernorrlands län.
Han var riksråd och hovrättsråd i Svea hovrätt från 1654. Han var president i Åbo hovrätt från 1658 samt lagman i Kalmar läns och Ölands lagsaga (som även omfattade Gotland).
Begravningsakten ägde rum i Riddarholmskyrkan i Stockholm, men han gravsattes i Ytterjärna kyrka.

## Barn
- Carl, född 1651. Kapten. Stupade ogift 20 november 1700 i slaget vid Narva.
- Lars, född 1652. Kapten. Död ogift 18 juli 1686.
- Claes, född 1653. Död ogift 1715.
- Gustaf Gabriel, född 1654. Fänrik. Död ogift 13 juni 1690.
- Märta, född 1655. Död ogift.
- Ebba Florentina, född 1656, död ogift 1700.
- Anna Johanna Sparre af Rossvik, född 1657, död 1712. Gift 10 juni 1677 med riksrådet och presidenten Johan Creutz (1651–1721) i hans första gifte. I hans andra gifte var han gift med Gertrud Sofia von Treiden (1713), hon var av en livländsk adlig släkt, död 1736 (ringning 20 oktober 1736 i Jakobs kyrka i Stockholm), förut gift med överstelöjtnanten friherre Fabian Karlsson Wrede.
- Erik Adolf Sparre, född 1663, död 1690, kornett. Han blev 27 år gammal. Begravd i Ytterjärna kyrka, huvudbaner för Erik Adolf Sparre hänger på västra väggen i Ytterjärna kyrka.
- Gustaf Gabriel Sparre, född 1666, död 1690, fänrik. Han blev 24 år gammal. Begravd i Ytterjärna kyrka, huvubaner för Gustaf Gabriel Sparre hänger på västra väggen i Ytterjärna kyrka.[4]

Erik Sparre avled 1673 och han var den femte generationen av riksråd inom ätten Sparre. Fem av Erik Sparres söner dog ogifta mellan 1686 och 1715. Två söner måste modern Barbro Fleming begrava 1690. Då Erik Sparre avled 1673 var hans två yngsta söner Erik Adolf och Gustaf Gabriel endast 10 respektive 7 år gamla. De båda sönerna avled samma år, år 1690, och gravsattes båda i Ytterjärna kyrka. Tre år efter att de yngsta sönerna hade avlidit och gravsatts avled deras mor Barbro Fleming 1693. Fem av Erik Sparres söner dog ogifta mellan 1686 och 1715.

## Unikt kulturarv i Ytterjärna kyrka
Erik Sparres huvudbaner, som tillsammans med anvapnen bars vid begravningsprocessionen, hänger i Ytterjärna kyrka på väggen i kapellets sydöstra hörn. Huvudbaner och anvapen utgjorde ett inslag i ceremonierna kring begravningsakt och gravsättning. Erik Sparre gravsattes i Ytterjärna kyrka någon gång efter att begravningsakten skett år 1674 i Riddarholmskyrkan. Kistan är en stor praktkista i koppar med brännförgyllda dekorationer, bland annat sexton anvapen efter anfäder på mödernet och fädernet. Inne i denna ytterkista fanns en träkista i vilken det välbevarade stoftet alltjämt ligger, men nu i en nytillverkad ytterkista av koppar. Vid tiden för begravningen kom också hans anvapen till Ytterjärna kyrka. Dessa vapen, som tidigare hängt i vapenhuset, där de blivit fuktskadade, har efter restaurering fått nya platser inne i kyrkan. Idag finns anvapen på mödernet, Märta Banér (1593–1638), uppsatta på orgelläktaren i kyrkan och anvapnen på fädernet, Lars Eriksson Sparre (1590–1644) finns i Dåderökapellet. Anvapen på kistan finns för släkterna Brahe, Vasa och Stenbock. Kistan från 1674 restaurerades 2005, den har konserverats och restaurerats och den har klätts in med ny svart sammet. Restaureringen av kistan och alla brännförgyllda dekorationer har sakkunnigt utförts av hovleverantören, metallrestaurator Caj Zetterström. Kistan står nu på plats i en skyddande glasmonter.